# Platja de Xilo
Les platja de Xilo, també coneguda com a platja de Veneiro, es troba en el concejo asturià de Muros i pertany a la localitat de El Castiello. El grau d'urbanització i d'ocupació és mitjà-alt.
Per accedir a la platja cal localitzar els nuclis de població més propers, que en aquest cas són: El Castiello, Muros i Aguilar (a l'oest de Xiló) i pot accedir-se a la platja mitjançant unes escales que estan a la base d'un mirador petit que hi ha en aquesta zona. Un altre accés per a la platja és prendre «la senda dels Miradors» que va seguint la costa des d'aquest lloc fins a les Platges de Garruncho i La Guardada que són les últimes platges del concejo de Muros cap a la zona oriental.
És una de les poques platges de la Costa Central asturiana que presenta protecció des del punt de vista mediambiental, estant catalogada com ZEPA, LIC.
Durant les hores de pleamar l'accés cal fer-ho travessant el pedrer de palets que hi ha en la part posterior de la platja. Es recomana visitar el jaciment medieval de «El Castiellu». Una altra activitat recomanada és la pesca esportiva a canya. També cal tenir en quanta que en el marge dret de la platja hi ha un conglomerat de sorra i pedres que queda aïllat en les hores de la pleamar per la qual cosa és recomanable estar atents a aquest horari.